# Colona longipetiolata
Colona longipetiolata är en malvaväxtart som beskrevs av Elmer Drew Merrill. Colona longipetiolata ingår i släktet Colona och familjen malvaväxter. Inga underarter finns listade i Catalogue of Life.